# باشگاه فوتبال والتام آبی
باشگاه فوتبال والتام آبی (به انگلیسی: Waltham Abbey Football Club) یک باشگاه فوتبال در شهر والتام آبی، کشور انگلستان است که در سال ۱۹۴۴ میلادی تأسیس شده‌است.